# Diaspis manzanitae
Diaspis manzanitae är en insektsart som först beskrevs av Whitney 1913.  Diaspis manzanitae ingår i släktet Diaspis och familjen pansarsköldlöss. Inga underarter finns listade i Catalogue of Life.